# Solenopsis canariensis
Solenopsis canariensis är en myrart som beskrevs av Auguste-Henri Forel 1893. Solenopsis canariensis ingår i släktet eldmyror, och familjen myror. Inga underarter finns listade i Catalogue of Life.